# Timocká vzpoura
Timocká vzpoura (srbsky Тимочка буна/Timočka buna) je název pro povstání sedláků z roku 1883. Odehrálo se ve východní části Srbska (nedaleko města Zaječaru), v regionu známém pod názvem Timocká krajina. 
Povstání iniciovali zástupci Národní radikální strany, kteří již dlouho byli v silné opozici proti politice tehdejšího krále Milana Obrenoviće a vlády tzv. mladokonzervativců z Pokrokové strany. Důvodem byl fakt, že se v září 1883 konaly v Srbsku volby, které sice Radikální strana vyhrála, nicméně král pověřil sestavením vlády úředníka Nikolu Hristiće, člena Pokrokové strany. Radikální straně král totiž nevěřil, neboť se obával jejího rusofilství a možného obrácení kurzu od spolupráce s Rakouskem ke spolupráci s Ruskem.
Jedním ze závazků, který Srbsko muselo na základě rozhodnutí na Berlínském kongresu splnit, bylo vybudování stálé armády po evropském vzoru. To by znamenalo ukončení různých ozbrojených milicí, které do té doby představovaly srbské vojsko. O dosažení tohoto cíle se pokoušela jak vláda pod vedením Milana Piroćance (která musela ovšem v roce 1882 odstoupit), tak i nová vláda Nikoly Hristiće. To znamenalo, že vláda nařídila venkovskému obyvatelstvu, aby odevzdalo své zbraně. Sedláci rozkaz samozřejmě odmítli, což velmi rychle vedlo na tehdy neklidném srbském venkově k ozbrojenému střetu s představiteli státní moci.
První nepokoje vypukly nedaleko od města Boljevac, velmi rychle se rozšířily ale i do dalších oblastí, jako např. okolí města Knjaževace a Zaječaru. Organizátoři vzpoury byli regionální představitelé Radikální strany (Marinko Ivković, Dobrosav Petrović a Milija Petrović, Aca Stojanović, Gavra Aničić atp.). V regionu byl 21. října vyhlášen výjimečný stav. Proti královské armádě bojovalo na přelomu října a listopadu 1883 až 18 000 vesničanů. Kromě ponechání zbraní žádali také snížení daní, více práv pro samosprávu a omezení povinností sedláků. Slabě ozbrojené milice venkovanů však proti moderně vyzbrojené armádě neměly velkou šanci. Po několika počátečních vítězstvích následovala jedna porážka vzbouřenců za druhou. Srbská armáda obsadila nejprve Zaječar, a poté i Kruševac. 
Celkem 33 dní zasedaly zvláštní soudy, které odsoudily 97 lidí k trestu smrti (popraveno bylo 21 z nich, ostatním král trest změnil na dlouholeté vězení) a 576 dalších pak k dlouholetým žalářům.
Po skončení vzpoury se král rozhodl změnit zavedené pořádky. Značně zvýšil daně sedlákům a zahájil také perzekuci členů Národní radikální strany, jejíž zástupci zasedali v Skupštině v Bělehradě. V Bělehradě byli pozatýkáni členové Ústředního výboru radikálů a převezeni k zvláštnímu soudu v Zaječaru.  Iniciátoři vzpoury (Nikola Pašić, Aca Stanojević) se trestům vyhnuli jen díky tomu, že ze Srbska stihli rychle emigrovat do Bulharska. Pobývat nějaký čas v Bulharsku nebylo pro Pašiće ničím ani složitým, ani novým, neboť v té zemi měl již dlouhou dobu dobré vazby (na srbské politické scéně byl dokonce znám jako největší bulharofil). Později získali od krále milost a opět se zapojili do politického života země.